# University of Windsor
University of Windsor är ett universitet i Windsor, Ontario, Kanada. Där studerar cirka 15000 studenter.
University of Windsor placerade sig på plats 651-700 2020 i QS Universitetsvärldsrankning över världens bästa universitet.